# Francesco Patton
Francesco Patton (Vigo Meano, 23 dicembre 1963) è un presbitero italiano dell'Ordine dei frati minori, 168º custode di Terra Santa dal 20 maggio 2016 al 24 giugno 2025.

## Biografia
Padre Patton è nato il 23 dicembre 1963 a Vigo Meano, frazione di Trento. Ha emesso i primi voti nell'Ordine dei frati minori il 7 settembre 1983 e la professione solenne il 4 ottobre 1986. È stato ordinato sacerdote il 26 giugno 1989. Oltre agli studi di seminario in filosofia e teologia, nel 1993 ha difeso la sua tesi di laurea in scienze sociali - comunicazione presso l'Università Pontificia Salesiana di Roma.
Durante il suo ministero ha svolto l'incarico di segretario del capitolo generale del suo ordine. Dal 2008 al 2016 ricopre i ruoli di superiore provinciale della provincia "San Vigilio" di Trento e di presidente della Conferenza dei Ministri provinciali d'Italia e Albania (COMPI). Inoltre, al di fuori del suo Ordine, ha collaborato in diversi compiti nel ministero sacerdotale e pastorale per l'arcidiocesi di Trento, come per la stampa e la radio diocesana e la televisione. Contemporaneamente è stato docente di comunicazioni sociali presso lo Studio Teologico Accademico Tridentino.
Il 20 maggio 2016 è stato nominato, per decreto della Santa Sede, custode di Terra Santa, succedendo a Pierbattista Pizzaballa. Il 29 aprile 2022 è stato confermato per un secondo mandato, triennale. Il 24 giugno 2025 gli è succeduto nell'incarico Francesco Ielpo.